# Kristóf György
Kristóf György, álnevei: Tófalvi György, Apor Péter (Tófalva, 1878. október 2. – Kolozsvár, 1965. október 15.) erdélyi magyar irodalomtörténész. Kristóf Sarolta apja.

## Életútja
Parasztcsaládból származott, a marosvásárhelyi Református Kollégiumban, 1889-től a nagyenyedi Bethlen Gábor Kollégiumban tanult. Kolozsvári és budapesti egyetemi tanulmányok után az előbbi helyen szerzett magyar-latin szakos tanári oklevelet (1904); majd A magyar mythologia classicus eposainkban (Erdélyi Múzeum, 1904) című dolgozatával doktorált (1905) Széchy Károlynál. Pályáját a gróf Lónyai családnál nevelőként kezdte Deregnyőn, majd 1903-tól a szászvárosi Kun Kollégium tanára. 1922 áprilisától a kolozsvári román egyetem helyettes, rendkívüli, végül 1926-tól rendes tanára, a magyar nyelv és irodalom előadója, akkoriban az egyetlen romániai magyar egyetemi tanár. A Magyar Irodalomtörténeti Társaság, az Erdélyi Irodalmi Társaság (EIT), a Kemény Zsigmond Társaság (KZST), a Petőfi Társaság tagja, az Erdélyi Múzeum-Egyesület bölcsészet-, nyelv- és történettudományi szakosztályának elnöke (1925–27), a Károli Gáspár Irodalmi Társaság szervezője (1931) és szakosztályi elnöke volt. 1940 őszén őt bízták meg a román hatóságok az egyetem átadásával. A Ferenc József Tudományegyetemen a Magyar Irodalomtörténeti Intézet igazgató professzora, 1943–44-ben a bölcsészeti kar dékánja. 1945-ben nyugdíjazták.

## Munkássága
Első tanulmányaira a Beöthy-féle konzervatív pozitivizmus nyomja rá bélyegét, majd a szellemtörténet keltette fel érdeklődését, s ezt Böhm Károly bölcseletével ötvözve egy új esztétika kidolgozására tett kísérletet (Egységes világkép. Protestáns Szemle, Budapest, 1909; Bölcseleti, vallásos és költői világképek. Uo. 1910; Megjegyzések az esztétika módszeréhez s főbb feladataihoz. Erdélyi Múzeum, 1910). Eredményeit Petőfi és Madách költészetének tanulmányozásánál alkalmazta (Petőfi és Madách. Budapest, 1911; Petőfi és Madách internacionalizmusa. Magyar Társadalomtudományi Szemle, Budapest, 1912). Ő keltette fel az érdeklődést a testőríró Barcsay Ábrahám élete és munkássága iránt (Adatok Barcsay Ábrahám életéhez. Erdélyi Múzeum 1911; Barcsay és Orczy. Egyetemes Philologiai Közlöny, Budapest, 1914; Barcsay Ábrahám házassága. Irodalomtörténet (It), Budapest, 1914; Barcsay Ábrahám költészete. It, 1915).
Az I. világháború után a kialakuló romániai magyar irodalmi élet egyik szervezője, a konzervatív tábor szószólója, kritikus, a Pásztortűz állandó munkatársa, 1924-ben a négynyelvű Cultura magyar szerkesztője. Az 1920-as évek második felében az erdélyi szellemi élet múltja került figyelme középpontjába, adatgazdag pozitivista munkákat írt Bethlen Gábor és a magyar irodalom kapcsolatáról (Budapesti Szemle, 1930; Protestáns Szemle, Budapest, 1930), a Bolyai-kultuszról (Kelemen Lajos Emlékkönyv, 1947), valamint az 1848-1919 közötti sajtóéletről és a reformkori költőkről.
Feldolgozta a nagy magyar írók erdélyi utazásainak történetét (Jókai napjai Erdélyben. Kolozsvár, 1925; Királyhágóninneni írók Erdélyben. Kolozsvár, 1942). Az elsők közt tett kísérletet a transzilvanizmus fogalmának körülhatárolására, a mítosz- és valóságelemek kimutatására (Erdélyi Irodalmi Szemle, 1926), az igényes esztétikai bírálat szükségességét hangsúlyozta, a progresszív törekvéseket elutasította, az irodalmi schisma lehetőségét cáfolta az Esztétikai becslésünk a mai közszellem hatása alatt (Kolozsvár, 1928) c. kötetében. Ő állította össze a háború utáni első novella-antológiánkat (Erdély lelke. Berlin, 1928), s 1929-ben a romániai magyar irodalmi élet első tíz évéről nyújtott rendszeres összefoglalást a román közönség számára (Transilvania, Banatul, Crișana, Maramureșul 1918-1928. II. 1929. 1153-73, magyarul: Irodalomtörténet, Budapest, 1930). Minisztériumi támogatással román nyelvű Jókai-monográfiát (1925), magyar nyelv- és irodalomtörténetet (1934), valamint Bitay Árpáddal közösen egy magyar nyelvű román költészeti antológiát (Műfordítások román költőkből. Kolozsvár, 1928) állított össze.
Születésének 60. évfordulóján tanítványai Magyar irodalomtörténet 1939 címmel emlékkönyvet (Kristóf György Emlékkönyv) adtak ki, melynek végén műveinek 641 tételes bibliográfiája található. A kolozsvári Ferenc József Tudományegyetem 1940-41. tanévi beszámolójának mellékletében szereplő könyvészete 409 dolgozatát sorolja fel, Gaal György doktori értekezésének (Kolozsvár, 1981) függeléke pedig 860 írásának és kötetének címét vette számba, s 384 rá vonatkozó méltatást regisztrált.

## Főbb művei
- Petőfi és Madách. Tanulmányok. Kolozsvár, 1923
- Az erdélyi magyar irodalom múltja és jövője. Kolozsvár, 1924
- Jókai Mór élete és művei. Kolozsvár, 1925
- Mauriciu Jókai. Kolozsvár, 1925
- Három jellemzés (Vörösmarty-Madách-Jókai). Kolozsvár, 1926
- Kritikai szempontok az erdélyi irodalmi életben. Kolozsvár, 1931
- Tudományművelés kollégiumainkban. Kolozsvár, 1931
- Báró Eötvös József utazásai Erdélyben. Kolozsvár, 1932. ETF 42
- Kazinczy és Erdély. Kolozsvár, 1932. ETF 44
- Istoria limbii și literaturii maghiare. Kolozsvár, 1934
- Péterfi Károly esztétikája. Budapest, 1934
- Szabolcska Mihály Erdélyben. Kolozsvár 1934. ETF 72
- Dunántúli írók – Erdélyben. Győr 1935
- Eminescu Mihály költeményei. Kolozsvár, 1935. ETF 74
- Dózsa Dániel elbeszélő költészete. Budapest, 1938
- Az erdélyi időszaki sajtó a kiegyezéstől a közhatalom-változásig. Budapest, 1938
- Az erdélyi magyar vidéki hírlapirodalom története a kiegyezésig. Kolozsvár, 1939; ETF 109
- Tudományos intézetek Erdélyben 1919-ig. Kolozsvár, 1942. ETF 135
- Fadrusz Mátyás királya és Vörösmarty Szép Ilonkája. Kolozsvár, 1943. ETF 164.
- A kolozsvári magyar királyi Ferenc József Tudományegyetem Magyar Irodalomtörténeti Intézetének könyvtára. Pécs, 1943
- Az egyetem hivatása. Kolozsvár, 1944
- Reményik Sándor. Kolozsvár, 1944. ETF 173.
- Erdélyi magyar diák Albensis Nagy János disputája a heidelbergi egyetemen 1617-ben és a szászvárosi református Kun-kollégium heidelbergi kolligátuma. Kolozsvár, 1945
- A két Bolyai alakja szépirodalmunkban. Kolozsvár, 1947
- Kritikai szempontok a magyar irodalomtörténetben. Tanulmányok; vál., sajtó alá rend., bev., jegyz. Gaal György; Kriterion, Kolozsvár, 2013
- Magyar irodalom a Királyhágón innen és túl. Irodalomtörténeti és esztétikai tanulmányok, megemlékezések; vál., sajtó alá rend., bev., jegyz. Gaal György; Kriterion, Kolozsvár, 2015